# Gymnasium in der Glemsaue Ditzingen
Das Gymnasium in der Glemsaue ist ein allgemeinbildendes Gymnasium mit sprachlichem und naturwissenschaftlichem Profil in der Großen Kreisstadt Ditzingen im Landkreis Ludwigsburg. Es teilt sich einen Schulkomplex mit der Realschule in der Glemsaue.

## Geschichte
Schüler aus Ditzingen besuchten bis in die 1970er Jahre in der Regel weiterführende Schulen in Korntal, Leonberg und Stuttgart. Als die Gymnasien in Korntal und Leonberg an ihre Kapazitätsgrenzen stießen und Ditzinger Schüler nur noch in beschränktem Umfang und zuletzt gar nicht mehr aufnehmen konnten, bemühten sich Verwaltung und Gemeinderat in Ditzingen um die Errichtung eines eigenen Gymnasiums. Erste Gespräche zwischen der Stadtverwaltung und dem Oberschulamt in Stuttgart fanden im Sommer 1970 statt. Am 8. September 1971 beschloss der Gemeinderat unter dem Vorsitz von Bürgermeister Hans Scholder die Errichtung eines Schulzentrums aus Gymnasium, Realschule und Hauptschule. Die Stadtverwaltung lobte einen Architektenwettbewerb aus, an dem sich 38 Büros beteiligten. Der Gemeinderat entschied schließlich, dem Bau den drittplatzierten Entwurf von Michael Weindel zugrunde zu legen.
In einem ersten Bauabschnitt wurden Räumlichkeiten für die Realschule geschaffen, die mit Beginn des Schuljahrs 1975/76 den Betrieb aufnahm. Im März 1974 genehmigte das Kultusministerium die Einrichtung eines Progymnasiums. Bis zur Vollendung des zweiten Bauabschnitts wurden die Gymnasialschüler in zwei geschlossenen Ditzinger Klassen am Albert-Schweitzer-Gymnasium in Leonberg unterrichtet. Zu Beginn des Schuljahrs 1975/76 erfolgte der Umzug in die von der Realschule geräumten Teile der Wilhelmschule in Ditzingen unter provisorischer Mitbetreuung durch die Schulleitung des Gymnasiums Korntal als Außenstelle, ehe mit Beginn des Schuljahrs 1976/77 das Progymnasium Ditzingen offiziell den Betrieb aufnahm. Zum 1. August 1976 wurde Ilse Oehler zur ersten Schulleiterin ernannt.
Am 13. Oktober 1978 wurde der zweite Bauabschnitt des Schulzentrums eingeweiht und das Provisorium im Gebäude der Wilhelmschule beendet. Das Bauensemble wurde 1980 um die Sporthalle in der Glemsaue ergänzt, die seither auch dem Gymnasium zur Verfügung stand. 1983 folgte ein dritter Bauabschnitt des Schulgebäudes, der am 5. Mai 1984 seiner Bestimmung übergeben wurde. Die gesamte Schulanlage verfügte mit Abschluss des dritten Bauabschnitts über eine überbaute Fläche von 5797 m² mit 57 Normalklassen und Mehrzweckräumen, 21 Fachklassen sowie Nebenräumen und zwei Verwaltungsbereichen für Realschule und Gymnasium.
Im August 1980 wurde der erste Oberstufenjahrgang eingerichtet und die Schule damit als Vollgymnasium geführt. 1983 wurden die ersten Abiturienten entlassen. Im Schuljahr 1992/93 hatte das Gymnasium erstmals über 1000 Schülerinnen und Schüler. 1993 erhielt die Schule den Namen "Gymnasium in der Glemsaue".
1999 wurde das Schulentwicklungsprojekt des Gymnasiums in das Förderprogramm Demokratisch Handeln der Akademie für Bildungsreform und der Theodor-Heuss-Stiftung aufgenommen.
2010 wurden die Schulgebäude bei einem Starkregenereignis, das die nahegelegene Glems über die Ufer treten ließ, stark in Mitleidenschaft gezogen. Zur Vermeidung künftiger Schäden wurde auf der West- und Nordseite der Schule ein Schutzwall errichtet und an mehreren Stellen am Gebäude Schutzmaßnahmen gegen eindringendes Wasser getroffen. 
Ein Brand in einem Chemiesaal im Februar 2020 verursachte einen Schaden im höheren sechsstelligen Bereich.

## Schulprofil
Zusätzlich zur Sprachenfolge Englisch/Französisch wurde zum Schuljahr 1977/78 ein mathematisch-naturwissenschaftlicher Zug mit der Sprachenfolge Englisch/Latein eingerichtet. 1979 kam ein neusprachlicher Zug mit der Sprachenfolge Englisch (Klasse 5) und Latein/Französisch (Klasse 6, wahlweise) hinzu. Schüler, die sich für das sprachliche Profil entscheiden, erhalten ab Klasse 8 Spanisch als dritte Fremdsprache. Im naturwissenschaftlichen Profil tritt das Fach NwT (Naturwissenschaft und Technik) hinzu.
Für die Klassenstufen 5 bis 7 bietet die Schule eine offene Ganztagsbetreuung an.

## Partnerschulen
Partnerschaften und Austauschprogramme bestehen mit Schulen in Torun (Polen), Gyula (Ungarn, Erkel-Ferenc-Gymnasium), Tarragona und Oñati (Spanien) sowie Nimes und Rillieux-la-Pape (Frankreich).

## Förderverein
Seit 1984 besteht der Verein Freunde und Förderer des Gymnasiums in der Glemsaue, der die Interessen der Schule und der Schüler in vielfältiger Weise unterstützt.